# Santa María Jalapa del Marqués (ort)
Santa María Jalapa del Marqués är en ort i Mexiko.   Den ligger i kommunen Santa María Jalapa del Marqués och delstaten Oaxaca, i den sydöstra delen av landet, 500 km sydost om huvudstaden Mexico City. Santa María Jalapa del Marqués ligger 126 meter över havet och antalet invånare är 8 996.